# Marco Campagnaro
Marco Campagnaro (Rosario, 4 de marzo de 2003) es un futbolista argentino que Juega de defensa. actualmente juega en Deportivo Maipu, que milita en la Primera Nacional, segunda categoría del futbol argentino.

## Trayectoria
Formado en las inferiores de Newell's Old Boys, fue promovido al primer equipo en 2021, año en que también firmó su primer contrato. En 2023 sufrió una grave lesión que lo dejó fuera toda la temporada.
En enero de 2024, fue cedido a Cobreloa de la Primera División de Chile.
En agosto de 2024, fue presentado en Caracas de la Primera División de Venezuela. 

## Selección nacional
Campagnaro fue internacional juvenil por Argentina.

## Estadísticas
Actualizado al último partido disputado el 16 de octubre de 2022.
| Club                        | Div.          | Temporada     | Liga  | Liga  | Copas nacionales | Copas nacionales | Copas internacionales | Copas internacionales | Total | Total |
| Club                        | Div.          | Temporada     | Part. | Goles | Part.            | Goles            | Part.                 | Goles                 | Part. | Goles |
| --------------------------- | ------------- | ------------- | ----- | ----- | ---------------- | ---------------- | --------------------- | --------------------- | ----- | ----- |
| Newell's Old Boys Argentina | 1.ª           | 2021          | 3     | 0     | 0                | 0                | 0                     | 0                     | 3     | 0     |
| Newell's Old Boys Argentina | 1.ª           | 2022          | 13    | 0     | 1                | 0                | 0                     | 0                     | 14    | 0     |
| Newell's Old Boys Argentina | Total club    | Total club    | 16    | 0     | 1                | 0                | 0                     | 0                     | 17    | 0     |
| Cobreloa · Chile            | 1.ª           | 2024          | 4     | 0     | 0                | 0                | —                     | —                     | 4     | 0     |
| Cobreloa · Chile            | Total club    | Total club    | 4     | 0     | 0                | 0                | 0                     | 0                     | 4     | 0     |
| Caracas FC · VEN            | 1.ª           | 2024          | 3     | 0     | 0                | 0                | —                     | —                     | 3     | 0     |
| Caracas FC · VEN            | Total club    | Total club    | 3     | 0     | 0                | 0                | 0                     | 0                     | 3     | 0     |
| Total carrera               | Total carrera | Total carrera | 23    | 0     | 1                | 0                | 0                     | 0                     | 24    | 0     |